# 高槻かなこ
高槻 かなこ（たかつき かなこ、1993年9月25日 - ）は、日本の女性歌手、声優。AxiS Management所属。2024年12月まではアミューズに所属していた。兵庫県神戸市出身。愛称は主にきんぐ。Aqoursのメンバーでもある。オフィシャルファンクラブ名はたかつき王国。

## 略歴
小学2年生の時、クラス行事にて同級生の前で一人で歌った時に褒められたことで、「歌手になりたい」という目標を抱くようになる。
小学生の時からJ-POP教室に通いながら歌を学び、中学生の時には劇団ひまわりにて演技を学ぶ。
2012年3月よりかあこ名義で、ニコニコ動画に「歌ってみた」動画を投稿するようになる。
同年9月、ビクターエンタテインメントよりシングル『凡常シンデレラの汁気のあるお願い』で歌手デビュー。カップリング曲「弱虫シグナル」では初めて作詞を担当する。デビュー当時のキャッチコピーは、「奇跡の昭和アイドル声を持つ、ちょっとだけピュアーなミルキィっ子」。
2015年、『ラブライブ！サンシャイン!!』の国木田花丸役にて声優デビュー。同時に、Aqoursとしての活動を開始。
2017年、第11回声優アワードで、Aqoursとして歌唱賞を受賞。
2019年6月、ヴォーカル&パフォーマンスユニット「BlooDye（ブラッディー）」の結成を発表。
2019年9月25日、公式ファンクラブ｢たかつき王国｣が同冬に発足することを発表。
2021年8月5日、適応障害の治療のため活動を一定期間休止することを所属事務所のアミューズが発表した。11月1日、心身ともに回復が見られたとして、段階的に活動を再開することを発表。
2024年12月28日、結婚を発表。
同年12月31日、同日付けでアミューズ退所を発表。2025年7月、AxiS Management所属となった。

## 人物
三人姉妹の真ん中である。
高校生の時にアニメソングに興味を抱き、大阪市内のアニソンカフェでアルバイトを始めた際、およそ1500曲以上のアニメソングを一気に覚えて、その際に「アニメソング歌手」という明確な目標ができたという。
声優およびAqoursとしての活動を開始してからは「何もかもが初挑戦」の連続で、最初のころは「みんなのアフレコを横で見ながら勉強」する日々であり、周囲と比べて落ち込むこともあったが、ファンからの応援や手紙を読んで「みんなと比べなくてもいいんだ」、「私は私でいいんだ」と思えるようになったと語っている。
愛称について、当初Aqoursのメンバー内からは「きんぐ」と呼ばれていた。本人曰く、Aqoursとしての初顔合わせの際、「『かなこちゃん』か『たかつきんぐ』と呼んで下さい」と挨拶したら、いつの間にか「『きんぐ』でいいじゃん!」となったという。ファンからは先述の「きんぐ」にちなんで「きんちゃん」と呼ばれている。なお、同メンバーの小宮有紗からは、「かなこちゃん」と呼ばれている。なお、2020年6月30日に放送されたAqours5周年記念生放送におけるトークでは、多くのメンバーは「かなこ」、または「きんちゃん」と呼んでいる旨が語られている。
自身の目標について、「（将来的に）『高槻かなこ』としてソロ歌手として活動していきたいと思っています」との趣旨の発言をしている。
座右の銘に「好きこそ物の上手なれ」を挙げている。
自身の特徴について、「元気でうるさい」と述べており、自身が演じる花丸とは対極であると述べている。人物的特徴として、Aqoursのメンバーである降幡愛は、「すごくストイック」、「あの子がこんなに頑張っているのだから、私ももっと頑張ろう」という考えを持っていて「頑張るスピードとかける時間もスゴい」と述べている。
趣味としてゲーム、毎日の習慣としていることとして造顔マッサージを、それぞれ挙げている。本人曰く、「ほとんど全く運動ができないインドア派」と言う。ゲームに関しては、ゲームライブおよびイベントに度々参加するなど、仕事にも活かしている。
かつてはアイドルマスターシリーズのファン（プロデューサー）でもあり、前述のアルバイトの際に勤務先最寄りのナムコに立ち寄りアーケード版をプレイしていたという。また、芸名の高槻も高槻やよいから由来している。
1歳だった1995年に阪神・淡路大震災に遭った経験を持つ。当時の記憶はほとんどなく、震災については現実味がない存在という認識だったが、その後東日本大震災の映像を目の当たりにしたことや、声優としてライブ活動を行って以降も、2018年に立て続けに発生した大阪府北部地震と西日本豪雨で自然の脅威に直面するとともに、阪神・淡路大震災のことも頭をよぎるようになった。2019年9月には阪神大震災からの神戸の復興を描いた朗読劇「ヘブンズ・レコード〜青空篇〜」の出演オファーを受け、「神戸を背負う一人として震災を伝える責任を感じた」と了承、震災で亡くなった母親の人格が乗り移った女性の役で出演した。

## 出演
太字はメインキャラクター。

### テレビアニメ
- ラブライブ！サンシャイン!!（2016年 - 2017年、国木田花丸[22]） - 2シリーズ[一覧 1]
- 恋と嘘（2017年、加藤絢乃[23]）
- 100万の命の上に俺は立っている（2020年、女子生徒、村人、マジハパープル[24]）
- 幻日のヨハネ -SUNSHINE in the MIRROR-（2023年、ハナマル[25]）

### 劇場アニメ
- ラブライブ!サンシャイン!! The School Idol Movie Over the Rainbow（2019年、国木田花丸[26]）

### Webアニメ
- JRA×けものフレンズコラボ企画「ウマのフレンズ」スペシャル動画「けいばじょう」（くりげ[27]）
- ぶらどらぶ（2021年、紺野カオル[28]）

### ゲーム
2016年
- 討鬼伝2 （愛姫、斉藤きち）
- ラブライブ! スクールアイドルフェスティバル（2016年 - 2023年、国木田花丸）

2017年
- ウチの姫さまがいちばんカワイイ（ピクト）
- デスティニーチャイルド（ダフネ）

2018年
- キングスレイド（ライアス）
- ぷちぐるラブライブ!（国木田花丸）
- ヴァイタルギア（サティア、シュターレン）
- グランブルーファンタジー（国木田花丸）
- 天華百剣 -斬-（大三原）

2019年
- BORDER BREAK（サラーナ）
- Shadowverse（国木田花丸）
- ラブライブ! スクールアイドルフェスティバル ALL STARS（2019年 - 2023年、国木田花丸）

2020年
- 少女☆歌劇 レヴュースタァライト -Re LIVE-（国木田花丸）

2021年
- ラブライブ!スクールアイドルフェスティバル 〜after school ACTIVITY〜 わいわい!Home Meeting!!（国木田花丸）

2023年
- ラブライブ! スクールアイドルフェスティバル2 MIRACLE LIVE!（2023年 - 2024年、国木田花丸）
- 幻日のヨハネ -BLAZE in the DEEPBLUE-（ハナマル）

2024年
- 幻日のヨハネ NUMAZU in the MIRAGE（ハナマル）

2025年
- コズミックブレイク（ジュースちゃんHEアルマ）

### ボイスドラマ
- ねこぐらし。（2020年 - 2021年、ベンガル猫[40]）

### ラジオ
※はインターネット配信。
- かなことさらら（2017年 - 2020年、超!A&G+※・ニコニコ生放送※[41]）
- 高槻かなこのROYAL Night（2020年 - 2021年、TOKYO FM・FM大阪[42]）
- VIDESTAアニメーション学園（2020年 - 2021年、音泉※[43]）

### ウェブテレビ
- ライブダムカンパニー #8（2015年11月30日、第一興商[44]） ゲスト出演。
- 電撃PS Live（2014年 - 、電撃オンラインYoutubeチャンネル）2018年以前は不定期出演。
- アニュータ Presents 高槻かなこ 芹澤優のパーティー！パーティー！パーティー！（2018年2月 - 、ニコニコ生放送）基本的に月1回。
- 高槻かなこ生誕祭2018〜自由にやりたい25の夜〜（2018年9月25日、ニコニコ生放送）セルフ企画・プロデュース、出演。
- 天華百剣-斬--生-（ざんなま）第十六回（2018年10月23日、YouTubeLive、【公式】天華百剣 -斬- ちゃんねる）ゲスト出演。
- PS4版『BORDER BREAK』公式生放送　秋の特番！（2018年11月20日、YouTube、SEGA）ゲスト出演。
- 第5回 キングスレイド公式生放送 「豊田萌絵が英雄の宿屋から生放送してみた」（2019年2月20日、ニコニコ生放送/YouTubeLive、キングスレイド運営）ゲスト出演
- 歌声喫茶かなこ（2023年4月14日、5月12日 - 、ニコニコチャンネル）

### ウェブムービー
- はじめよう！ぼーだーぶれいく（セガ・インタラクティブ、YouTube）
  - episode1「ボーダーブレイクってなに？」（2018年7月25日）
  - episode2「基本操作をおぼえよう！」（2018年7月26日）
  - episode3「プラントを占拠してみよう！」（2018年7月26日）
  - episode4「兵装を切り替えてみよう！」（2018年7月30日）
  - episode5「カスタマイズしてみよう！」（2018年7月31日）
  - episode6「はじめよう！ボーダーブレイク」（2018年7月31日）

### ナレーション
- ネクストブレイク「天才のシロクロード〜アレがあるから今がある〜」　隈研吾4大事件（2018年8月4日、日本テレビ）

### イベント
- 高槻かなこ・富田美憂トークショー かなことみゆの特別授業 in 明治大学（2016年10月30日、明治大学アニメ・声優研究会[45]）
- 高槻かなこトークイベント in 立命館 かなことびわこ（2019年2月24日、立命館大学 VOICE & ANIMATION研究会[46]）

### 舞台
- SaGa THE STAGE〜再生の絆〜（2024年2月22日 - 25日、サンシャイン劇場 / 2月29日 - 3月3日、サンケイホールブリーゼ） - リズ・リン・ウッド 役[47]
- ザ・マフィア 〜ボスの死と継承〜（2024年3月16日、SPWN　※オンライン開催[48]）
- 燃ゆる暗闇にて（2024年10月5日 - 13日、サンシャイン劇場） - エリサ 役[49][50]
- 初恋 Sada Yacco: Japan's first actress（2025年3月19日 - 31日、ウッディシアター中目黒） - 川上貞奴 役[51]

## ディスコグラフィ

### シングル
|            | 発売日         | タイトル                         | 規格品番   | 規格品番   | 規格品番   | オリコン 最高位 |
| 初回限定盤 | 発売日         | タイトル                         | 通常盤     | アニメ盤   |            | オリコン 最高位 |
| ---------- | -------------- | -------------------------------- | ---------- | ---------- | ---------- | --------------- |
|            | 2012年9月26日  | 凡常シンデレラの汁気のあるお願い |            | VICL-36726 |            | 圏外            |
| 1st        | 2020年10月14日 | Anti world                       | LACM-34023 | LACM-24023 | LACM-24024 | 10位            |
| カバー     | 2021年3月3日   | King of Anison EP1               | LACM-34086 | LACM-24086 |            | 54位            |
| 2nd        | 2021年8月11日  | Subversive                       | LACM-34161 | LACM-24161 | LACM-24162 | 33位            |
| 3rd        | 2022年5月25日  | Before the Nightmare             | LACM-34264 |            | LACM-24264 | 69位            |

### タイアップ曲
| 楽曲                 | タイアップ                                                                 | 時期   |
| -------------------- | -------------------------------------------------------------------------- | ------ |
| Anti world           | テレビアニメ『100万の命の上に俺は立っている』第1シーズンオープニングテーマ | 2020年 |
| Subversive           | テレビアニメ『100万の命の上に俺は立っている』第2シーズンエンディングテーマ | 2021年 |
| Before the Nightmare | テレビアニメ『ブラック★★ロックシューター DAWN FALL』エンディングテーマ     | 2022年 |

### キャラクターソング
| 発売日         | タイトル                                                              | 歌                                                                             | 楽曲                       | 備考                                                |
| -------------- | --------------------------------------------------------------------- | ------------------------------------------------------------------------------ | -------------------------- | --------------------------------------------------- |
| 2020年4月29日  | 百華繚乱 弐                                                           | 安芸国佐伯荘藤原貞安（前田玲奈）、大三原（高槻かなこ）、同田貫正国（貫井柚佳） | 「おめかし*夢見し*恋拍子」 | ゲーム『天華百剣 -斬-』関連曲                       |
| 2020年12月23日 | TVアニメ『100万の命の上に俺は立っている』オリジナル・サウンドトラック | マジハパープル（高槻かなこ）、マジハピンク（降幡愛）                           | 「Dear My MAJIHA Sisters」 | テレビアニメ『100万の命の上に俺は立っている』挿入歌 |

### その他参加楽曲
| 発売日        | 商品名                          | 歌                     | 楽曲                  | 備考                                                            |
| ------------- | ------------------------------- | ---------------------- | --------------------- | --------------------------------------------------------------- |
| 2020年8月26日 | 羞恥心に殺される                | 高槻かなこ             | 「一触即発☆禅ガール」 |                                                                 |
| 2024年2月10日 | Flutter Bond (feat. 高槻かなこ) | Tonal feat. 高槻かなこ | 「Flutter Bond」      | 「Tonal Works」とのコラボ配信シングル。高槻は作詞と歌唱で参加。 |

### 楽曲提供
- 与謝野柚子（寿美菜子）「コトバ・ツボミ・シグナル」（作詞） - GO!GO!575 サウンド&ムービーコレクション収録

## ライブ・イベント

### 合同ライブ
| 出演日         | タイトル                 | 会場                    | 備考                     |
| -------------- | ------------------------ | ----------------------- | ------------------------ |
| 2021年1月31日  | ANIMAX MUSIX 2021 ONLINE | 有明アリーナ（東京都)   | 有料配信のみ実施・無観客 |
| 2021年11月20日 | ANIMAX MUSIX 2021        | 横浜アリーナ（神奈川県) |                          |

## 書籍

### 写真集
- 高槻かなこ Style Book C.（2019年10月31日、学研プラス）ISBN 978-4-05-406727-1
- 高槻かなこ1st写真集「夜明け」（2023年9月25日、東京ニュース通信社）ISBN 978-4-86-701670-1

### 連載
- 電撃PlayStation（2017年6月8日 - 、KADOKAWA） - 「高槻かなこのあなたのハートにヘッドショット！」
- 声優アニメディア（2017年8月10日 - 、学研プラス） - 「かなこみゅっ」

### 掲載
- 声優アニメディア 2017年8月号 （2017年7月10日、学研プラス）浴衣特集。
- Voice Actress Diamond （2018年1月30日、学研プラス）表紙、巻頭特集。
- 声優アニメディア 2018年8月号 （2018年7月10日、学研プラス）表紙、巻頭特集。通常版、アニメイト限定表紙版、セブンネットショッピング限定表紙版の3形態。
- blt graph. vol.38（2018年12月12日、東京ニュース通信社） 8P掲載。

### シリーズ一覧
1. ↑  第1期（2016年）、第2期（2017年）